# Bligh Reef
Pour les articles homonymes, voir Bligh.

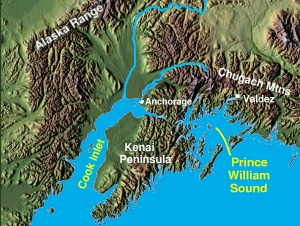

Carte nautique de l'accès au port de Valdez avec à droite de la route le récif de Bligh et l'endroit du naufrage de lExxon Valdez.

Bligh Reef est un récif dans le fond de la baie du Prince-William (Prince William Sound) dans le sud de l'Alaska. Il est situé non loin de la sortie du bras de mer de Valdez menant au port éponyme, au large de Bligh Island. 
Il est le lieu en 1989, du naufrage de l'Exxon Valdez qui provoque une catastrophique marée noire.
Ce récif est nommé d'après William Bligh, célèbre pour avoir été le commandant du Bounty et qui servit auparavant comme officier lors de la troisième expédition de James Cook qui croisa dans ces eaux et donné son nom au récif et à l'île.

## Source
- (en) Cet article est partiellement ou en totalité issu de l’article de Wikipédia en anglais intitulé « Bligh Reef » (voir la liste des auteurs).